# Herb powiatu żnińskiego
Herb powiatu żnińskiego – jeden z symboli powiatu żnińskiego, autorstwa Jana Wroniszewskiego, Andrzeja Mikulskiego i Lecha-Tadeusza Karczewskiego, ustanowiony 29 kwietnia 2002.

## Wygląd i symbolika
Herb przedstawia na tarczy w polu błękitnym złotą palisadę z wieżą pośrodku. W górnej części tarczy, po obu stronach znajdują się dwa topory, zwrócone ku sobie ostrzami, a na obuchach zaćwieczone krzyże w kolorze takim jak ostrze. Palisada nawiązuje do bramy osady w Biskupinie, a topory do herbu Pałuki.